# Marie Daveluy
Marie Daveluy, né  le 20 mars 1936 à Victoriaville, au Québec, est une cantatrice et professeure de chant québécoise.

## Biographie
Marie Marguerite Cécile Alice Louise Daveluy est la fille de Lucien Daveluy et de Renée Dunn et la sœur de Raymond Daveluy. Son grand-père, Adolphe Daveluy, est le fondateur de la ville de Daveluyville.

## Carrière
Elle commence ses études musicales chez Gabriel Cusson et reçoit ses premiers cours de chant avec Martial Singher, en 1953, au Conservatoire de musique de Montréal. Boursière des gouvernements du Québec et du Canada, elle se perfectionna, en 1956, chez Ferdinand Grossmann, à Vienne, en Autriche. À l'âge de vingt-trois ans, elle est engagée à l'Opéra de Salzbourg, en Autriche, puis devient membre de l'Opéra de Heidelberg, en Allemagne, elle chante durant deux saisons. Elle interprète une trentaine de rôles, dont ceux de la Reine de la nuit, Susanna, Zerlina, Despina et Constance dans les opéras de Mozart, Sophie dans Der Rosenkavalier, Micaela de Carmen, Musetta de La Bohème, Gilda de Rigoletto, Anna de Falstaff, Martha de l'opéra du même titre de Flotow et celui de Zerbinetta, dans Ariadne auf Naxos, à l'Opéra d'Ulm-an-der-Donau, toujours en Allemagne, en 1959. Parallèlement, elle poursuivit ses études à Munich (1960-66) avec Henny Schöner et Peter Schneider. Elle sera boursière de la bourse du Conseil des art du Canada (bourse CAC). Au long de sa carrière, Marie Daveluy est professeure de chant à l'Université du Québec à Trois-Rivières de 1971 à 1984, et au Conservatoire de musique de Montréal.
Elle enseignera, entre autres, à Marie-Nicole Lemieux, qui dira lors d’une entrevue avec la revue La Scena Musicale : « Madame Daveluy freed my voice and balanced the timbre throughout my range, and most importantly, she taught me to respect the text and understand what I'm singing. We work on my seeing myself as a cello.; it helps me enormously. » Elle enseignera aussi à Karina Gauvin ainsi qu’à Leslie Ann Bradley, qui dira lors d’une entrevue avec The Barczablog : « Marie was retiring and therefore not keen to take on a new student, but before  she knew it I was at her house 3 times a week. Marie was my game-changer. She inspired the artist and the bad-ass that I didn’t even know was inside me. Scales weren’t just about perfection, they were about soul. Every sound and every word had to have vision and artistic intent. She blew my mind. I owe her so much, because she sculpted the artist I have become. »
Elle fut aussi professeur d'allemand de 1974 à 1981. Au Québec, elle chanta notamment dans Lakmé avec le Théâtre lyrique de Nouvelle-France (1965) et fut soliste avec l'Orchestre symphonique de Québec, l'orchestre de chambre de la SRC à Montréal et aux Concerts Couperin. À Montréal, elle participa aux concerts du midi de la PDA en 1979. Professeure de chant à l'UQTR (1971-84), et d'interprétation du lied (1973-81) et de chant (1984 -) au CMM, elle organisa la série de concerts hebdomadaires Musique vivante à Trois-Rivières (1972-77).Elle enregistra, en 1974, en collaboration avec la pianiste Québécoise Diane Mauger, 11 mélodies du compositeur Jean Chatillon, sur un album intitulé : « Musique Québécoise «Nos Compositeurs» ». En 1977, elle interprètera avec la même pianiste, des œuvres de Rodolphe Mathieu, sur l’album : « Clair De Lune Sur Les Eaux Du Rêve », Sur ce dernier disque, elle interpréta aussi Deux poèmes de Mathieu avec le Quatuor classique de Montréal.
Elle a deux enfants, Nadja et le chorégraphe René Daveluy. Elle est mariée avec George Gordon, de la Jamaïque.

## Discographie

### Albums
- 1974 : Musique Québécoise, Nos Compositeurs[5]
- 1977 : Clair de Lune sur les eaux du rêve[6]